# Beijing Guoan - Shanghai Shenhua en football
Les rencontres Beijing Guoan - Shanghai Shenhua ou Shanghai Shenhua - Beijing Guoan, selon l'équipe qui reçoit, sont une rencontre de football opposant deux des principaux clubs chinois.
Le bilan des confrontations est à l'avantage de Shanghai qui a gagné 12 matchs, contre 9 pour Beijing.
Le nombre de trophées remportés est, quant à lui, le même pour les deux clubs. En effet, Shanghai a remporté 6 titres dans les compétitions nationales et un dans les compétitions internationales, et Beijing a remporté 7 titres dans les compétitions nationales.

## Histoire
La 1re confrontation entre les deux clubs est remportée par Shanghai à domicile, sur le score de 4-3.

## Statistiques

### Général
| Compétition          | Victoires de Beijing | Matchs nuls | Victoires de Shanghai |
| -------------------- | -------------------- | ----------- | --------------------- |
| Chinese Super League | 9                    | 10          | 12                    |

### Palmarès
| Compétition      | Beijing | Shanghai |
| ---------------- | ------- | -------- |
| Championnat      | 1       | 2        |
| Coupe            | 5       | 1        |
| Supercoupe       | 1       | 3        |
| A3 Champions Cup | 0       | 1        |
| Total            | 7       | 7        |

## Matchs
| Date | N° | Rencontre        | Score | Saison | Ref.  |
| ---- | -- | ---------------- | ----- | ------ | ----- |
| ?    | 1  | Shanghai-Beijing | 4-3   | ?      | [ 1 ] |
| ?    | 2  | Beijing-Shanghai | 5-1   | ?      | [ 1 ] |